# Denglisch
Denglisch ou Germish ou Engleutsch (em português:  alemês, inglão) é uma fusão linguística, que designa a interlíngua (língua auxiliar) ou idioma híbrido, originada a partir da mistura de palavras da lingua alemã e da inglesa. Ocorre sobretudo em cidades dos Estados Unidos e Alemanha. Na Áustria utiliza-se preferencialmente uma terceira versão: Engleutsch (fusão de „Englisch" e „Deutsch").
É a contração dos termos internacionais Deutsch ou German (alemão) e English (inglês). Estes termos relativamente novos, surgidos inicialmente em meados dos anos mil e novecentos, cumprem o papel de identificador de uma forma emergente do idioma alemão na qual predomina, sobretudo, uma fortíssima influência do idioma inglês. Neste processo lingüístico os/as seus praticantes absorvem não somente a terminologia anglo mas também estruturas gramaticais.
O termo "Denglisch" frequentemente é utilizado como pejorativo, dependendo dos círculos sociais. A Verein Deutsche Sprache é uma associação alemã que defende o uso correto da língua nacional e que se opõe veementemente ao reconhecimento deste novo falar alemão. Dado que este fenômeno está, sem necessidade, muito difundido no espaço germanófono, mesmo os anglófonos nomeam-no de forma pejorativa German linguistic submissiveness ("submissão linguística alemã").

## Em outros idiomas
Fenômenos similares ocorrem em outros ambientes culturais e, da mesma forma como o denglish, são muitas vezes utilizados como pejorativos.
- Portudeutsch ou Brasideutsch (Português com alemão).
- Guarañol (ou Guaranhol, em português), jopará ou mescla dos idiomas guarani e castelhano, conforme frequentemente no Paraguai.
- Franglais ou Franglish (Francês com inglês).
- Spanglish (Spanish ou espanhol com inglês), uma ocorrência linguística comum em muitas regiões, tanto rurais como urbanas, da América do Norte.
- Engrish (uma forma incomum do inglês, conforme praticado como segundo idioma por asiáticos, ocorrendo frequentemente uma troca natural da letra "L" pela letra "R" na pronúncia em conversações em inglês).
- Alemañol (Alemán ou alemão com español ou espanhol).